# Кардиналы-выборщики на Конклаве 1846 года
| Страна                        | Количество выборщиков |
| ----------------------------- | --------------------- |
| Итальянские государства       | 53                    |
| Австрийская империя и Франция | 3                     |
| Бельгия, Испания и Португалия | 1                     |

Следующие кардиналы-выборщики участвовали в Папском Конклаве 1846 года. Список кардиналов-выборщиков приводятся по географическим регионам и в алфавитном порядке.
Пятьдесят из шестидесяти двух кардиналов участвовали в Конклаве. Кардинал Джованни Мария Мастаи Ферретти, архиепископ-епископ Имолы, был избран в четвёртом туре и получил имя Пий IX. Он сменил Папу Григория XVI, который умер 1 июня 1846 года. Кардинал Карл Кайетан фон Гайсрук, архиепископ Миланский, Ломбардо-Венецианское королевство (Австрийская империя), прибыл, когда новый Папа был уже избран, представил вето императора Австрии Фердинанда I против кардинала Мастаи Ферретти.
В Священной Коллегии кардиналов присутствовали следующие кардиналы-выборщики, назначенные:
- 2 — папой Пием VII;
- 7 — папой Львом XII;
- 53 — папой Григорием XVI.

## Римская Курия
1. Чарльз Джэнуариус Актон, кардинал-священник с титулярной церковью Санта-Мария-делла-Паче;
2. Джузеппе Альбергини, кардинал-священник с титулярной церковью Санта-Приска;
3. Лодовико Альтьери, про-секретарь меморандумов;
4. Луиджи Амат ди Сан Филиппо и Сорсо, апостольский легат в Равенне, префект экономии Священной Конгрегации Пропаганды Веры;
5. Фабио Мария Асквини, кардинал-священник с титулярной церковью Санто-Стефано-аль-Монте-Челио;
6. Бенедетто Барберини, префект Священной Конгрегации церковного иммунитета и юрисдикционных споров, архипресвитер патриаршей Латеранской базилики;
7. Томмазо Бернетти, вице-канцлер Святой Римской Церкви;
8. Джакомо Луиджи Бриньоле, кардинал-священник с титулярной церковью Санта-Чечилия;
9. Амброджо Бьянки, O.S.B.Cam., префект Священной Конгрегации дисциплины монашествующих;
10. Луиджи Ванничелли Казони, апостольский легат в Болоньи;
11. Людовико Гаццоли, префект Священной Конгрегации хорошего управления;
12. Габриэле делла Дженга Серматтеи, апостольский легат в провинциях Урбино и Пизы;
13. Томмазо Паскуале Джицци, апостольский легат в провинции Форли;
14. Каструччо Кастракане дельи Антельминелли, кардинал-епископ Палестрины, камерленго Священной Коллегии кардиналов, великий пенитенциарий;
15. Луиджи Ламбрускини, C.R.S.P., кардинал-епископ Сабины, государственный секретарь Святого Престола, префект Священной Конгрегации чрезвычайных церковных дел, префект Апостольского дворца и администратор наследия Святого Престола, библиотекарь Святой Римской Церкви;
16. Анджело Май, префект Священной Конгрегации Индекса;
17. Винченцо Макки, кардинал-епископ Порто и Санта Руфина, вице-декан Коллегии кардиналов;
18. Франческо Саверио Массимо, апостольский легат в Равенне;
19. Марио Маттей, кардинал-епископ Фраскати, архипресвитер патриаршей Ватиканской базилики;
20. Джузеппе Меццофанти, префект Священной Конгрегации Образования;
21. Людовико Микара, O.F.M.Cap., кардинал-епископ Остии и Веллетри, декан Коллегии кардиналов;
22. Антонио Франческо Ориоли, O.F.M.Conv., кардинал-священник с титулярной церковью Санта-Мария-сопра-Минерва;
23. Пьетро Остини, кардинал-епископ Альбано, префект Священной Конгрегации по делам епископов и монашествующих;
24. Константино Патрици Наро, генеральный викарий Рима, архипресвитер патриаршей Либерийской базилики;
25. Джакомо Пикколомини, кардинал-священник с титулярной церковью Санта-Бальбина;
26. Паоло Полидори, префект Священной Конгрегации Собора;
27. Томмазо Риарио Сфорца, камерленго, кардинал-протодьякон;
28. Джованни Серафини, префект Священной Конгрегации вод и дорог.
29. Лоренцо Симонетти, кардинал-священник с титулярной церковью Сан-Лоренцо-ин-Панисперна;
30. Уго Пьетро Спинола, апостольский про-датарий;
31. Антонио Тости, кардинал-священник с титулярной церковью Сан-Пьетро-ин-Монторио;
32. Джузеппе Уголини, кардинал-дьякон с титулярной диаконией Сант-Адриано-аль-Форо;
33. Габриэле Ферретти, префект Священной Конгрегации индульгенций и священных реликвий;
34. Адриано Фиески, кардинал-дьякон с титулярной диаконией Санта-Мария-ад-Мартирес;
35. Джакомо Филиппо Франсони, префект Священной Конгрегации Пропаганды Веры;
36. Луиджи Чакки, кардинал-дьякон с титулярной диаконией Сант-Анджело-ин-Пескерия.

## Европа

### Итальянские государства
1. Франческо ди Паола Вилладекани, архиепископ Мессины (не участвовал в Конклаве);
2. Филиппо Де Анджелис, архиепископ Фермо;
3. Антонио Мария Кадолини, C.R.S.P., епископ Анконы;
4. Иньяцио Джованни Кадолини, архиепископ Феррары (не участвовал в Конклаве);
5. Антонио Мария Каджано де Ацеведо, епископ Сенигаллии;
6. Доменико Карафа делла Спина ди Траэтто, архиепископ Беневенто;
7. Никкола Парраччани Кларелли, епископ Монтефьясконе и Корнето;
8. Козимо Барнаба Корси, епископ Йези;
9. Джованни Мария Мастаи Ферретти, архиепископ-епископ Имолы (был избран папой римским и выбрал имя Пий IX);
10. Карло Оппиццони, архиепископ Болоньи, кардинал-протопресвитер;
11. Фердинандо Мария Пиньятелли, Theat., архиепископ Палермо;
12. Гаспаре Бернардо Пьянетти, епископ Витербо и Тосканеллы.
13. Систо Риарио Сфорца, архиепископ Неаполя;
14. Франческо Серра, архиепископ Капуи;
15. Джованни Солья, епископ Озимо;
16. Плачидо Мария Тадини, O.C.D., архиепископ Генуи (не участвовал в Конклаве);
17. Кьяриссимо Фальконьери Меллини, архиепископ Равенны.

### Франция
1. Жозеф Берне, архиепископ Экс-ан-Прованса (не участвовал в Конклаве);
2. Луи-Жак-Морис де Бональд, архиепископ Лиона (не участвовал в Конклаве);
3. Юг-Робер-Жан-Шарль де Латур д’Овернь-Лораге, епископ Арраса (не участвовал в Конклаве).

### Австрийская империя
1. Карл Каэтан фон Гайсрук, архиепископ Милана (опоздал на Конклав);
2. Джакомо Монико, патриарх Венеции (не участвовал в Конклаве).
3. Фридрих Иоганн Йозеф Целестин цу Шварценберг, архиепископ Зальцбурга (не участвовал в Конклаве).

### Бельгия
1. Энгельберт Стеркс, архиепископ Мехелена (не участвовал в Конклаве).

### Испания
1. Франсиско Хавьер де Сьенфуэгос-и-Ховельянос, архиепископ Севильи (не участвовал в Конклаве).

### Португалия
1. Гильерме Энрикеш де Карвалью, патриарх Лиссабона (не участвовал в Конклаве).